# دوستاگیر
دوستاگیر (به لاتین: Dostagir، به ترکی آذربایجانی: دسته‌گل Dəstəgül) یک منطقه مسکونی در جمهوری آرتساخ است که در استان مارتاکرت  واقع شده است.